# ステアリングコラム
ステアリングコラム (steering column)は、自動車の操舵装置を成す部品のひとつで、室内側でステアリングシャフトを内包する部分。ステアリングポストと呼ばれることもある。

## 概要
1970年代以降、ほとんどの車のステアリングコラムには、灯火類（前照灯、尾灯）やワイパーの操作レバーが配置されるようになり、ステアリングロック機構も組み込まれた。また、最近まで、メインスイッチのキーシリンダーもここに備わるものがほとんどであった。
ステアリングコラムにシフトレバーを設置したものをコラムシフトやコラムチェンジなどと呼び、フロア上にシフトレバーを設置する方式に比べ、スペース効率に優れることから、ベンチシートやウォークスルーシートと組み合わされてタクシーやミニバンなどによく設定されている。また、スポーツ車などではレーシングカーのシフトを模したパドルシフトが装着されている場合もある。